# (13512) 1989 TH1
1989 تي إتش 1 (ويعرف أيضًا باسم (13512) 1989 تي إتش 1 وفق تسمية الكوكب الصغير) (بالإنجليزية: 1989 TH1)‏ هو كويكب ضمن حزام الكويكبات؛ وترتيبه 13512 من حيث الاكتشاف.
اكتُشف هذا الجُرم الفلكي بواسطة Atsushi Sugie ‏ في 8 أكتوبر 1989.

## وصلات خارجية
- (13512) 1989 TH1 في قاعدة بيانات مختبر الدفع النفاث لأجرام النظام الشمسي الصغيرة

- الاكتشاف · مخطط المدار ·  العناصر المدارية · المعلمات المادية

- (13512) 1989 TH1 على موقع ويكي سكاي: DSS2, SDSS, GALEX, IRAS, Hydrogen α, X-Ray, Astrophoto, Sky Map, Articles and images